# 芒市宾馆

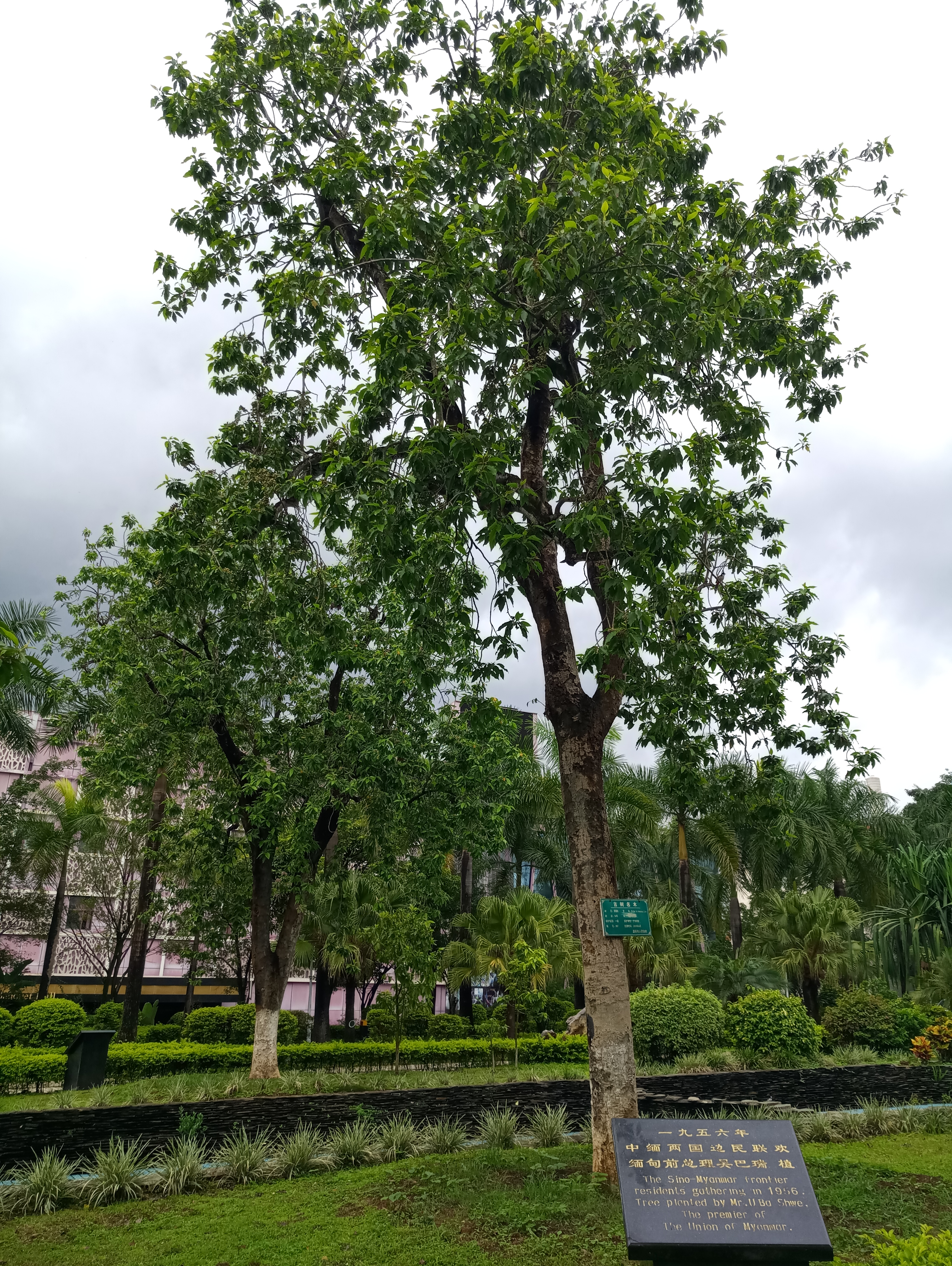
中缅友谊树

芒市宾馆（英文：Mangshi Hotel）是云南省德宏傣族景颇族自治州的一家五星级酒店，位于芒市城东部菩提街1号。芒市宾馆共有309间客房和3个餐厅，另有4个会议室和1个会见厅。

## 历史
1956年，为迎接中缅边民联欢大会，德宏州政府调保山建筑队修建了芒市宾馆:373。2003年，德宏汇合投资集团有限公司在原址投资重建宾馆，2004年12月28日开工，2006年11月底竣工，占地面积26,792平方米，可一次接待一千多人，主楼建筑有20层，建筑面积26,589平方米:84。2011年11月被全国旅游星级饭店评定委员会批复授予为五星级酒店，系德宏州第一家五星级酒店。

## 中缅友谊树
“中缅友谊长青树”又称“中缅友谊树”，位于芒市宾馆内。1956年12月，中华人民共和国前总理周恩来、前副总理贺龙、缅甸前总理吴巴瑞到芒市参加中缅边民联欢大会。12月15日，两国总理在下榻的芒市宾馆亲手种植了象征中缅友谊长存的缅桂花树。后由德宏州人民政府自行修建“缅桂亭”和周围草坪雕像等设施。1985年2月18日，中共中央总书记胡耀邦视察德宏，下榻芒市宾馆，为中缅友谊树题词“友谊之花，香飘万代”。:60:61-62
2006年12月18日，原云南省代省长秦光荣和原缅甸联邦商务部部长丁乃登为芒市宾馆内的中缅友谊树揭碑。

## 资料来源
1. ↑  . 凤凰网资讯. 云南信息报. 2014-02-12  [2017-10-21].
2. ↑  . 芒市宾馆.   [2017-10-21]. （原始内容存档于2017-08-29）.
3. ↑  . 芒市宾馆.   [2017-10-21]. （原始内容存档于2014-04-20）.
4. ↑  . 芒市宾馆.   [2017-10-21]. （原始内容存档于2014-04-20）.
5. ↑  德宏傣族景颇族自治州概况编写组、修订本编写组. . 北京: 民族出版社. 2008. ISBN 978-7-10508-592-7.
6. 1 2  . 凤凰网资讯. 云南网. 2011-07-19  [2017-10-21]. （原始内容存档于2021-07-10）.
7. ↑  德宏年鉴编辑部 编纂. . 芒市: 德宏民族出版社. 2006.10. ISBN 7-80525-977-1.
8. ↑  岳太科 主编; 云南省潞西市发展和改革局 编纂. . 芒市: 内部资料. 2009.
9. ↑  张方元. . 昆明: 云南人民出版社. 2000. ISBN 7-222-02968-0.
10. ↑  李武周. . 德宏团结报. 2006-12-18  [2017-10-21].[永久]